# الحزب الشيوعي التشيلي
حزب شيوعي تشيلي أو الحزب الشيوعي التشيلي (بالإسبانية: Partido Comunista de Chile) هو حزب سياسي شيوعي في تشيلي. تأسس الحزب في عام 1912 تحت إسم حزب العمال الاشتراكي بواسطة «لويس إميليو ريكابارين» Luis Emilio Recabarren.
ينشر الحزب صحيفة El Siglo المنظمة الشبابية للحزب هي Juventudes Comunistas.
حقق الحزب شيوعي تشيلي (PCCh) تمثيلاً في الكونغرس بعد إنشائه، ولعب دوراً رائداً في تطوير الحركة العمالية التشيلية. ونظرًا لارتباطه الوثيق بالاتحاد السوفيتي والشيوعية الدولية، شارك الحزب في حكومة الجبهة الشعبية (Frente Popular) عام ١٩٣٨م، وحقق نمواً سريعاً بين الطبقة العاملة النقابية في أربعينيات القرن الماضي. ثم شارك في التحالف الديمقراطي، خليفة الجبهة الشعبية.
أدى القلق بشأن نجاح الحزب شيوعي تشيلي في بناء قاعدة انتخابية قوية، إلى جانب اندلاع الحرب الباردة، إلى حظره عام ١٩٤٨م من قِبل حكومة راديكالية، وهو وضع اضطر إلى تحمله لما يقرب من عقد من الزمان حتى عام ١٩٥٨م عندما أعيد إضفاء الشرعية عليه. وبحلول ستينيات القرن الماضي، أصبح للحزب ثقافة سياسية فرعية خاصة، برموزه ومنظماته الخاصة، وبدعم من فنانين ومثقفين بارزين مثل بابلو نيرودا، الشاعر الحائز على جائزة نوبل، وفيوليتا بارا، كاتبة الأغاني والفنانة الشعبية. في ذلك الوقت، قدرت وزارة الخارجية الأمريكية عدد أعضاء الحزب بحوالي 27,500 عضو.
وصل الحزب لاحقًا إلى السلطة مع الحزب الاشتراكي في ائتلاف «الوحدة الشعبية (Unidad Popular)» عام ١٩٧٠م. داخل تحالف الوحدة الشعبية الواسع، انحاز الشيوعيون إلى سلفادور أليندي، وهو معتدل نسبيًا من الحزب الاشتراكي، وقوى أخرى أكثر اعتدالًا من ذلك الائتلاف، داعمين إصلاحات أكثر تدريجية وحثوا على إيجاد تسوية مع الديمقراطيين المسيحيين. عارضت هذا الخط فصائل يسارية أكثر راديكالية من الحزب الاشتراكي وجماعات يسارية أصغر. حُظر الحزب بعد انقلاب تشيلي عام 1973م الذي أطاح بـ الرئيس سلفادور أليندي. اختبأ جزء كبير من قيادة الحزب الشيوعية، ولكن استمرت عدد من القيادات المعتدلة لفترة من الوقت حتى بعد وقوع الانقلاب. زعم مارك إنسالاكو أن سحق الحزب الشيوعي لم يكن من أهم أولويات المجلس العسكري.

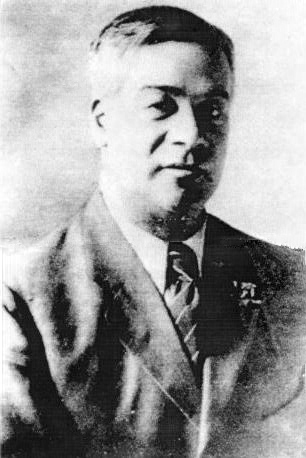
لويس إميليو ريكابارين، زعيم ومؤسس الحزب الشيوعي التشيلي (1912-1924)م.

## مواقع خارجية
- الموقع الرسمي للحزب
- الموقع الإلكتروني للشباب